# Ferlin Husky
Ferlin Eugene Husky (3 de diciembre de 1925 - 17 de marzo de 2011)  fue un cantante de música country estadounidense que era igualmente experto en honky-tonk, baladas, recitaciones habladas, rockabilly y melodías pop.
De 1948 a 1953 grabó bajo el nombre artístico de Terry Preston. También creó y grabó como el personaje cómico y franco Simon Crum. En las décadas de 1950 y 1960, sus éxitos incluyeron "Gone" y "Wings of a Dove", cada uno de los cuales alcanzó el número uno en las listas de países. Entre 1953 y 1975, tuvo 11 éxitos entre los 10 primeros, dos docenas de éxitos entre los 20 primeros y un total de 50 canciones entre las 100 mejores canciones country de la revista Billboard. Su versatilidad y apariencia de ídolo matinal impulsaron una carrera en el entretenimiento de siete décadas.En 2010, fue incluido en el Salón de la Fama de la Música Country.

## Biografía
Ferlin Husky nació en Gumbo, Missouri, una comunidad no incorporada en el noroeste del condado de St. Francois, Missouri.  Su madre lo llamó Furland, pero su nombre estaba mal escrito en su certificado de nacimiento. Husky creció en una granja cerca de Flat River y asistió a la escuela en Irondale. Un tío le enseñó a tocar la guitarra. Después de abandonar la escuela secundaria, se mudó a St. Louis, donde trabajó como camionero y trabajador de una acería mientras actuaba en honky tonks por las noches.
Durante la Segunda Guerra Mundial, Husky sirvió en la Marina Mercante de los Estados Unidos durante cinco años, entreteniendo a las tropas en barcos de transporte. Su sitio web afirma que su barco participó en la invasión de Cherburgo del Día D. Su personaje de Simon Crum evolucionó a partir de historias que contó durante esos años sobre un vecino de Missouri llamado Simon Crump.
Después de la guerra, Husky continuó desarrollando su personaje de Simon Crum mientras trabajaba como disc jockey en Missouri y luego en Bakersfield, California, hasta finales de la década de 1940. Comenzó a usar el nombre artístico de Terry Preston por sugerencia de Smiley Burnette, quien afirmaba que Ferlin Husky nunca trabajaría en una marquesina. Firmó con Capitol Records en 1953 como cantante de honky-tonk bajo la dirección de Cliffie Stone, quien también representaba a Tennessee Ernie Ford. Cuando estuvo en Capitol, volvió a usar su nombre de pila, aunque en sus primeros sencillos su último nombre figuraba como "Huskey". Algunos sencillos fracasaron antes de que "A Dear John Letter" con Jean Shepard se convirtiera en un éxito número uno ese año, encabezando las listas country de la revista Billboard y alcanzando el número cuatro en sus listas pop. Siguieron ese año con "Forgive Me John", que alcanzó el número cuatro en la lista de Country y Western Juke Boxes más reproducidos de Billboard y el número 24 en su lista Hot 100, convirtiendo a los cantantes desconocidos en artistas estrella en los Estados Unidos. En 1955, Husky tuvo un éxito en solitario con "I Feel Better All Over (More Than Anywheres Else)" / "Little Tom". Como Simon Crum, firmó un contrato separado con Capitol Records y comenzó a lanzar discos, el más importante de los cuales fue "Country Music is Here to Stay" de 1959, que alcanzó el número dos durante tres semanas.
A finales de la década de 1950, Husky tuvo una larga serie de éxitos, incluido el número uno "Gone", que permaneció en la cima de las listas durante diez semanas en 1957 y estuvo en las listas durante un total de 27 semanas. (Lo grabó por primera vez como Terry Preston en 1952, pero la versión anterior carecía de las cuerdas y los coristas del recién emergente sonido de Nashville). "Gone" fue un éxito cruzado, alcanzando también el número cuatro en la lista de música pop. Vendió más de un millón de copias y recibió un disco de oro. La popularidad de la canción lo llevó a trabajar como presentador sustituto de verano en 1957 en Arthur Godfrey's Talent Scouts de CBS-TV.
Comenzó a actuar, apareciendo en el Kraft Television Theatre y se interpretó a sí mismo en la película Mister Rock and Roll  de 1957 (su sitio web afirma que tuvo pequeños papeles en 18 películas, incluidas Zsa Zsa Gabor y Mamie Van Doren). Recibió la máxima facturación en una película de bajo presupuesto de 1971 con los créditos iniciales de la película que decían "Ferlin Husky en Swamp Girl ".
En 1960, "Wings of a Dove" de Bob Ferguson se convirtió en su mayor éxito, encabezando las listas country durante 10 semanas y alcanzando el puesto 12 en las listas pop. Husky también era conocido por su capacidad para imitar a otros cantantes de country populares, incluidos Tennessee Ernie Ford y Kitty Wells.
Aunque no tuvo más éxitos en las listas, logró tres docenas de éxitos entre 1961 y 1972, siendo los más importantes "Once" (1967) y "Just for You" (1968). A finales de 1972, después de más de 20 años con Capitol, Husky firmó con ABC Records, donde obtuvo varios éxitos entre los 40 primeros en 1975, siendo el más grande el top 20 "Rosie Cries a Lot" (1973). Husky se retiró brevemente en 1977 después de una cirugía cardíaca y luego reanudó las giras. Siguió siendo un atractivo popular para conciertos, actuando en el Grand Ole Opry y en otros lugares. Estuvo casado cuatro veces y durante los últimos seis años de su vida vivió con su amor de toda la vida, Leona Williams (exesposa de Merle Haggard).
Husky sufrió de cardiopatía durante muchos años y fue hospitalizado varias veces a partir de finales de la década de 1970, incluso por una cirugía cardíaca en 2005 y por coágulos de sangre en las piernas en 2007. Ingresó en el Hospital St. John en Springfield, Missouri, el 19 de abril de 2009, con insuficiencia cardíaca congestiva y neumonía. El 15 de julio de 2009, su portavoz dijo que se estaba recuperando en casa después de haber sido dado de alta de un hospital de Nashville.
El 23 de febrero de 2010, la Asociación de Música Country anunció su incorporación al Salón de la Fama de la Música Country. Fue aclamado por su destreza vocal y cómica, y "su talento para el espectáculo", que dejó un legado como "uno de los mejores artistas que jamás haya producido la música country".
El 16 de enero de 2011, fue homenajeado en la escuela secundaria del condado de West St. Francois en Leadwood, Missouri, donde cantantes locales y el coro de la escuela secundaria cantaron algunos de sus éxitos. Husky también donó varios artículos de recuerdo, incluido su premio del Salón de la Fama de la Música Country, a la ciudad de Leadwood, que se almacenan permanentemente en la escuela secundaria.
El 8 de marzo de 2011, Husky fue hospitalizado nuevamente después de varios días de no sentirse bien. El fin de semana había mejorado y salió de la unidad de cuidados coronarios. El 17 de marzo murió de insuficiencia cardíaca congestiva en la casa de su hija en Westmoreland, Tennessee.
Fue enterrado junto a su hijo, Danny Louis Husky, en Hendersonville Memory Gardens en Hendersonville, Tennessee.

## Honores
Ferlin Husky fue uno de los primeros cantantes de country en conseguir una estrella en el Paseo de la Fama de Hollywood por sus grabaciones. Está en 6675 Hollywood Blvd.
La calle que atraviesa el parque de la ciudad de Leadwood, Missouri, lleva su nombre.

## Discografía

### Álbumes
| Año  | Álbum                                              | US Country | Sello   |
| ---- | -------------------------------------------------- | ---------- | ------- |
| 1956 | Songs of the Home and Heart                        |            | Capitol |
| 1957 | Boulevard of Broken Dreams                         |            | Capitol |
| 1958 | Sittin' on a Rainbow                               |            | Capitol |
| 1959 | Born to Lose                                       |            | Capitol |
| 1959 | Ferlin Husky                                       |            | King    |
| 1960 | Easy Livin'                                        |            | King    |
| 1960 | Ferlin's Favorites                                 |            | Capitol |
| 1960 | "Gone"                                             |            | Capitol |
| 1961 | Walkin' and a Hummin'                              |            | Capitol |
| 1961 | Memories of Home                                   |            | Capitol |
| 1962 | Some of My Favorites                               |            | Capitol |
| 1963 | The Unpredictable Simon Crum                       |            | Capitol |
| 1963 | The Heart and Soul of Ferlin Husky                 |            | Capitol |
| 1963 | The Hits of Ferlin Husky                           |            | Capitol |
| 1964 | By Request                                         | 20         | Capitol |
| 1965 | True True Lovin'                                   |            | Capitol |
| 1966 | Ferlin Husky Sings the Songs of Music City, U.S.A. | 20         | Capitol |
| 1966 | I Could Sing All Night                             | 18         | Capitol |
| 1967 | What Am I Gonna Do Now?                            | 22         | Capitol |
| 1967 | Christmas All Year Long                            |            | Capitol |
| 1968 | Just for You (and the Hush Puppies)                | 19         | Capitol |
| 1968 | Where No One Stands Alone                          |            | Capitol |
| 1968 | White Fences and Evergreen Trees                   | 44         | Capitol |
| 1969 | The Best of Ferlin Husky                           | 42         | Capitol |
| 1969 | That's Why I Love You So Much                      | 24         | Capitol |
| 1970 | Your Love Is Heavenly Sunshine                     | 25         | Capitol |
| 1970 | Green Green Grass of Home                          |            | Capitol |
| 1970 | Your Sweet Love Lifted Me                          | 31         | Capitol |
| 1971 | One More Time                                      | 35         | Capitol |
| 1972 | Just Plain Lonely                                  | 39         | Capitol |
| 1973 | True True Lovin'                                   |            | ABC     |
| 1973 | Sweet Honky Tonk                                   |            | ABC     |
| 1974 | Freckles and Polliwog Days                         | 44         | ABC     |
| 1974 | Champagne Ladies and Blue Ribbon Babies            | 43         | ABC     |
| 1975 | Foster and Rice Songbook                           |            | ABC     |

### Sencillos
| Año  | Sencillo                                             | Posición   | Posición | Posición    | Álbum                                              |
| Año  | Sencillo                                             | US Country | US       | CAN Country | Álbum                                              |
| ---- | ---------------------------------------------------- | ---------- | -------- | ----------- | -------------------------------------------------- |
| 1953 | "A Dear John Letter" (w/ Jean Shepard)               | 1          | 4        |             | singles only                                       |
| 1953 | "Forgive Me, John" (w/ Jean Shepard)                 | 4          | 24       |             | singles only                                       |
| 1955 | "I Feel Better All Over (More Than Anywhere's Else)" | 6          |          |             | singles only                                       |
| 1955 | "Little Tom"                                         | 7          |          |             | singles only                                       |
| 1955 | "Cuzz Yore So Sweet" (as Simon Crum)                 | 5          |          |             | The Unpredictable Simon Crum                       |
| 1955 | "I'll Baby Sit with You" (w/ His Hush Puppies)       | 14         |          |             | single only                                        |
| 1957 | "Gone"                                               | 1          | 4        |             | "Gone"                                             |
| 1957 | "A Fallen Star"                                      | 8          | 47       |             | "Gone"                                             |
| 1957 | "Prize Possession"                                   | 12         |          |             | "Gone"                                             |
| 1958 | "I Will"                                             | 23         |          |             | "Gone"                                             |
| 1958 | "Country Music is Here to Stay" (as Simon Crum)      | 2          |          |             | The Unpredictable Simon Crum                       |
| 1959 | "My Reason for Living"                               | 14         |          |             | "Gone"                                             |
| 1959 | "Draggin' the River"                                 | 11         |          |             | singles only                                       |
| 1959 | "Black Sheep"                                        | 21         |          |             | singles only                                       |
| 1960 | "Wings of a Dove"                                    | 1          | 12       |             | singles only                                       |
| 1961 | "Willow Tree"                                        | 23         |          |             | singles only                                       |
| 1962 | "The Waltz You Saved for Me"                         | 13         | 94       |             | Some of My Favorites                               |
| 1962 | "Somebody Save Me"                                   | 16         |          |             | singles only                                       |
| 1962 | "Stand Up"                                           | 28         |          |             | singles only                                       |
| 1962 | "It Was You"                                         | 21         |          |             | singles only                                       |
| 1964 | "Timber I'm Falling"                                 | 13         |          |             | By Request                                         |
| 1965 | "True True Lovin'"                                   | 46         |          |             | True True Lovin'                                   |
| 1965 | "Money Greases the Wheels"                           | 48         |          |             | Ferlin Husky Sings the Songs of Music City, U.S.A. |
| 1966 | "I Could Sing All Night"                             | 27         |          |             | I Could Sing All Night                             |
| 1966 | "I Hear Little Rock Calling"                         | 17         |          |             | I Could Sing All Night                             |
| 1967 | "Once"                                               | 4          |          |             | I Could Sing All Night                             |
| 1967 | "What Am I Gonna Do Now"                             | 37         |          |             | What Am I Gonna Do Now?                            |
| 1967 | "You Pushed Me Too Far"                              | 14         |          |             | Just for You                                       |
| 1968 | "Just for You"                                       | 4          |          |             | Just for You                                       |
| 1968 | "I Promised You the World"                           | 26         |          | 13          | single only                                        |
| 1968 | "White Fences and Evergreen Trees"                   | 25         |          | 18          | White Fences and Evergreen Trees                   |
| 1969 | "Flat River, MO"                                     | 33         |          |             | White Fences and Evergreen Trees                   |
| 1969 | "That's Why I Love You So Much"                      | 16         |          | 11          | That's Why I Love You So Much                      |
| 1969 | "Every Step of the Way"                              | 21         |          | 23          | Your Love Is Heavenly Sunshine                     |
| 1970 | "Heavenly Sunshine"                                  | 11         |          | 6           | Your Love Is Heavenly Sunshine                     |
| 1970 | "Your Sweet Love Lifted Me"                          | 45         |          |             | One More Time                                      |
| 1971 | "Sweet Misery"                                       | 14         |          | 23          | One More Time                                      |
| 1971 | "One More Time"                                      | 28         |          | 31          | One More Time                                      |
| 1971 | "Open Up the Book (And Take a Look)"                 | 45         |          |             | single only                                        |
| 1972 | "Just Plain Lonely"                                  | 39         |          |             | Just Plain Lonely                                  |
| 1972 | "How Could You Be Anything But Love"                 | 53         |          |             | single only                                        |
| 1973 | "True True Lovin'" (re-recording)                    | 35         |          | 29          | True True Lovin'                                   |
| 1973 | "Between Me and Blue"                                | 46         |          | 75          | Sweet Honky Tonk                                   |
| 1973 | "Baby's Blue"                                        | 75         |          |             | Sweet Honky Tonk                                   |
| 1973 | "Rosie Cries a Lot"                                  | 17         |          | 33          | Sweet Honky Tonk                                   |
| 1974 | "Freckles and Polliwog Days"                         | 26         |          | 36          | Freckles and Polliwog Days                         |
| 1974 | "A Room for a Boy...Never Used"                      | 60         |          |             | Freckles and Polliwog Days                         |
| 1975 | "Champagne Ladies and Blue Ribbon Babies"            | 34         |          |             | Champagne Ladies and Blue Ribbon Babies            |
| 1975 | "Burning"                                            | 37         |          |             | Champagne Ladies and Blue Ribbon Babies            |
| 1975 | "An Old Memory (Got in My Eye)"                      | 90         |          |             | Foster and Rice Songbook                           |
| 1975 | "She's Not Yours Anymore"                            | 74         |          |             | Foster and Rice Songbook                           |